# مارلين كوشران
مارلين كوشران (بالإنجليزية: Marilyn Cochran)‏ هي متزحلقة أمريكية، ولدت في 5 فبراير 1950 في برلينغتون في الولايات المتحدة.

## وصلات خارجية
- مارلين كوشران على موقع الاتحاد الدولي للتزلج (التزلج على المنحدرات الثلجية) (الإنجليزية)
- مارلين كوشران على موقع أوليمبيديا (الإنجليزية)
- مارلين كوشران على موقع قاعة فيرمونت للمشاهير الرياضية (الإنجليزية)